# P6M (航空機)
P6M シーマスター
P6M-2
- 用途：長距離多用途飛行艇
- 分類：飛行艇
- 製造者：マーチン
- 運用者： アメリカ合衆国（アメリカ海軍）
- 初飛行：1955年7月14日
- 生産数：12機
- 生産開始：1959年
- 退役：1959年
- 運用状況：退役

P6Mとは、アメリカ合衆国のマーチン社が開発したアメリカ海軍向けのターボジェットエンジン搭載飛行艇。愛称はシーマスター(SeaMaster)。
核攻撃や機雷敷設、偵察など多岐にわたる任務を行うことが想定された多用途機であり、量産型の製造まで至ったものの、大型艦上攻撃機やSLBMの実用化の目途が立ったことからキャンセルされ、実運用はなされなかった。

## 概要
陸上から離陸する陸上機に対し、水上を滑走して離陸する水上機は離陸重量の制限などが比較的緩やかで、黎明期の大型機の場合には飛行艇の方が陸上機を上回る性能を示すものもあった。第二次世界大戦中には陸上機の性能が急速に向上し、飛行艇を大きく凌いでいたが、1950年代初頭の時期において、アメリカ海軍には大型の核爆弾を輸送できる核兵器運搬手段が不足していた。大型航空母艦のユナイテッド・ステーツの建造が1949年に中止されたこともあり、大型飛行艇は核兵器運搬手段になりえるものと考えられた。

## 計画
1952年にアメリカ海軍は大型飛行艇の開発要求を各航空メーカーに提示した。この開発要求による飛行艇は、ターボジェットエンジンを装備し、核爆弾をも搭載できる多目的飛行艇であった。機体性能には航続距離2,400km、13.6tの爆弾搭載量、最大速度1,100km/hが要求された。任務としては核攻撃のほか、機雷敷設、偵察も行なえるものとしていた。
この要求にコンベア社とマーチン社が応じ、マーチン社の「モデル275」案が1952年10月に選定され、XP6M-1の名称で開発が開始された。

## 開発
試作機XP6M-1は1955年に完成し、同年7月14日に初飛行した。2機が製造されている。初期の試験飛行において、アフターバーナー使用時の振動が問題となり、エンジン排気口は5度外側へ向けられることとなった。1955年12月17日には試作初号機が、1956年11月9日は試作2号機が尾翼の動作不良により墜落し、機体が失われている。
増加試作型のYP6M-1を用いた飛行試験は1958年1月から開始された。YP6M-1は5機が製造され、武装を含めた各種試験が行われた。各種試験は成功したものの、YP6M-1は重量過多で飛行性能に問題があり、ポーポイズ現象（イルカが泳ぐように上下に激しく揺れる現象）を起こしやすいという問題があった。
量産型P6M-2は1959年に完成した。エンジンは試作機のJ71からJ75に換装され、キャノピーも改善された。エンジンは外側に向けるように付けられ、インテイクの位置も後退した。ノズル位置も変更されている。バディシステムによる空中給油が可能となるよう、爆弾倉にはドローグが装備された。低空飛行性能を重視し、海面高度における最高速度はM0.9を記録した。ただし、P6M-2はエンジンナセルの大型化もあり、高速飛行中に振動を起こしやすく、その制御には高度な技量を必要とした。また、翼端フロートが水没しやすく、水没した場合、前進抵抗が急増しエンジン出力が急変、エンジン温度の急騰を招いた。
このように、運用に困難が予測されたことと、A-3などの大型艦上攻撃機の実用化および潜水艦発射弾道ミサイルが実用化の見通しが立ったことにより、核攻撃用大型飛行艇の必要性は薄れてゆくことになり、そのため1959年8月に計画は中止された。P6M-2は24機が発注されていたもののP6M-2、量産型の生産は3機で終了し、実運用は行われないまま機体は全て廃棄された。なお、P6Mの開発費用は総額約4億ドル（当時）であった。
また、1956年にP6M用飛行艇母艦としてアルベマール(AV-5 Albemarle)が改装されたが、これも実運用には至らなかった。このほか、飛行艇母艦カリタック(AV-7)や護衛空母コメンスメント・ベイ(CVE-105)、潜水艦ガヴィナ（AOSS-362、潜水タンカー）もP6Mの整備・補給支援用に改装される計画があったが、これらも中止されている。
現代の飛行艇は速度性能を要求されなくなり、中低速域での効率が良いターボプロップエンジン機が主流となっている。

## 機体

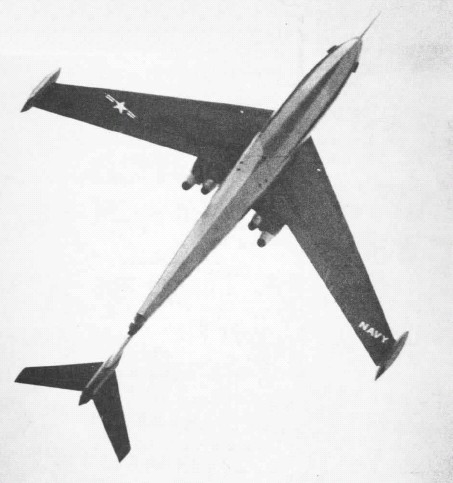
真下から捉えたP6M-1 艇体が非常に細身なことが印象的に解る一枚

胴体は飛行艇としては細身の艇体となっており、胴体末尾には自衛用のリモコン式銃座を装備、20mm機関砲2門を設置されていた。高翼配置の主翼は40度の後退角を持っており、下半角が付けられた主翼端が燃料タンク兼フロートとなるため、フロート用支柱はない。尾翼も後退角が付いたT字尾翼となっている。
搭載されたP&W J75は、海水の吸入を防ぐため主翼付け根上部に左右2基ずつ計4基が設置されている。当初、エンジンにはターボ・ラムジェットエンジン搭載案もあったが、結局通常のターボジェットエンジンとなった。
胴体下面には爆弾倉があり、水上機であることから爆弾倉扉は水密式となっていた。爆弾倉には爆弾のほか、機雷、偵察機材を搭載できた。T字尾翼や回転式爆弾倉にはXB-51の影響が見られる。

## 各型
- XP6M-1：試作機
- YP6M-1：増加試作機
- P6M-2：量産型

## 要目
- 全長：40.84m
- 全幅：31.37m
- 全高：9.88m
- 自重：41.4t
- エンジン：プラット・アンド・ホイットニーJ75P-2（英語版）ターボジェットエンジン（推力77.8kN）4基
- 乗員：4名
- 最大速度：1,010 km/h=M0.82
- 航続距離：3,200 km
- 武装：爆弾等最大14t、20mm機銃2門